# Viktor Tjernomyrdin
Viktor Stepanovitj Tjernomyrdin (ryska: Виктор Степанович Черномырдин), född 9 april 1938 i Tjerny otrog, Orenburg oblast, död 3 november 2010 i Moskva, var en rysk politiker som var Rysslands premiärminister 1992–98. 

## Biografi
Tjernomyrdin, som hade ett förflutet inom energiindustrin, var 1985–89 gasindustriminister i Sovjetunionen. I maj 1992 utsågs han av Boris Jeltsin till vice premiärminister med ansvar för energifrågor. I december samma år utsågs han till Rysslands premiärminister, efter att hans företrädare Jegor Gajdars ekonomiska ”chockterapi” misslyckats. I april 1995 deltog Tjernomyrdin i grundandet av partiet Vårt hem – Ryssland, vilket var menat att bli en viktig maktfaktor i parlamentet. Partiet misslyckades emellertid i valet samma år och fick endast 10 % av rösterna. Då president Jeltsin genomgick en hjärtoperation i november 1996 tjänstgjorde Tjernomyrdin under en kort tid även som tillförordnad president.
Tjernomyrdin avskedades som premiärminister i mars 1998, och efterträddes av den oerfarne Sergej Kirijenko. Efter den tilltagande finanskrisen i Ryssland i augusti samma år föreslog president Jeltsin på nytt Tjernomyrdin som premiärminister, men duman röstade ner förslaget.
Under Natos flygbombningar av Jugoslavien 1999 utsågs Tjernomyrdin av Jeltsin till medlare i de jugoslaviska krigen. I december 1999 valdes han till ledamot av duman, men avgick 2001 då han utsågs till Rysslands ambassadör i Ukraina. År 2009 utsågs han till rådgivare åt president Dmitrij Medvedev. Tjernomyrdin avled den 3 november 2010, efter en tids sjukdom.
Ett bevingat talesätt har uppkommit genom Tjernomyrdins kommentar vid en presskonferens den 6 augusti 1993 angående en misslyckade valutareform: ”Vi önskade det bästa, men sedan gick det som alltid” (ryska: ”хотели как лучше, а получилось как всегда”).

## Utmärkelser

### Sovjetunionen
- Hederstecknets orden, 1974[4]
- Arbetets Röda Fanas orden, 1979[4]
- Oktoberrevolutionens orden, 1985[4]

### Ryssland
- Fäderneslandets förtjänstorden
  -  Fjärde klassen, 2010[4]
  -  Tredje klassen, 2008[4]
  -  Andra klassen, 1998[4]
  -  Första klassen, 2009[4]
- Vänskapsorden, 2003[4]

### Utländska utmärkelser
- Parasatorden (Kazakstan), 1999[4]
- Femte klassen av Furst Jaroslav den vises orden (Ukraina), 2003[4]
- Tredje klassen av Förtjänstorden (Ukraina), 2004[4]

## Källa
- Saunders, Robert A.; Strukov Vlad (2010) (på engelska). Historical dictionary of the Russian Federation [Elektronisk resurs]. Historical dictionaries of Europe ; 78. Lanham, Md.: Scarecrow Press. Libris 12078858. ISBN 9780810874602

1. 1 2 3  Erik Ohlsson, ”Kriget i Jugoslavien. Porträtt/Viktor Tjernomyrdin: Sändebud i nyckelroll. Kompromissvilja viktig egenskap för Tjernomyrdin”, Dagens Nyheter 11 maj 1999. Läst 8 juli 2023.
2. 1 2  TT, ”Viktor Tjernomyrdin död”, SVT Nyheter 3 november 2010. Läst 8 juli 2023.
3. ↑  Konstantin Dusjenko, Мы хотели как лучше… Arkiverad 6 november 2014 hämtat från the Wayback Machine.
4. 1 2 3 4 5 6 7 8 9 10 11  ”Черномырдин, Виктор Степанович”, TASS (på ryska). Läst 20 juli 2023.